# اسپیریت ایرلاینز

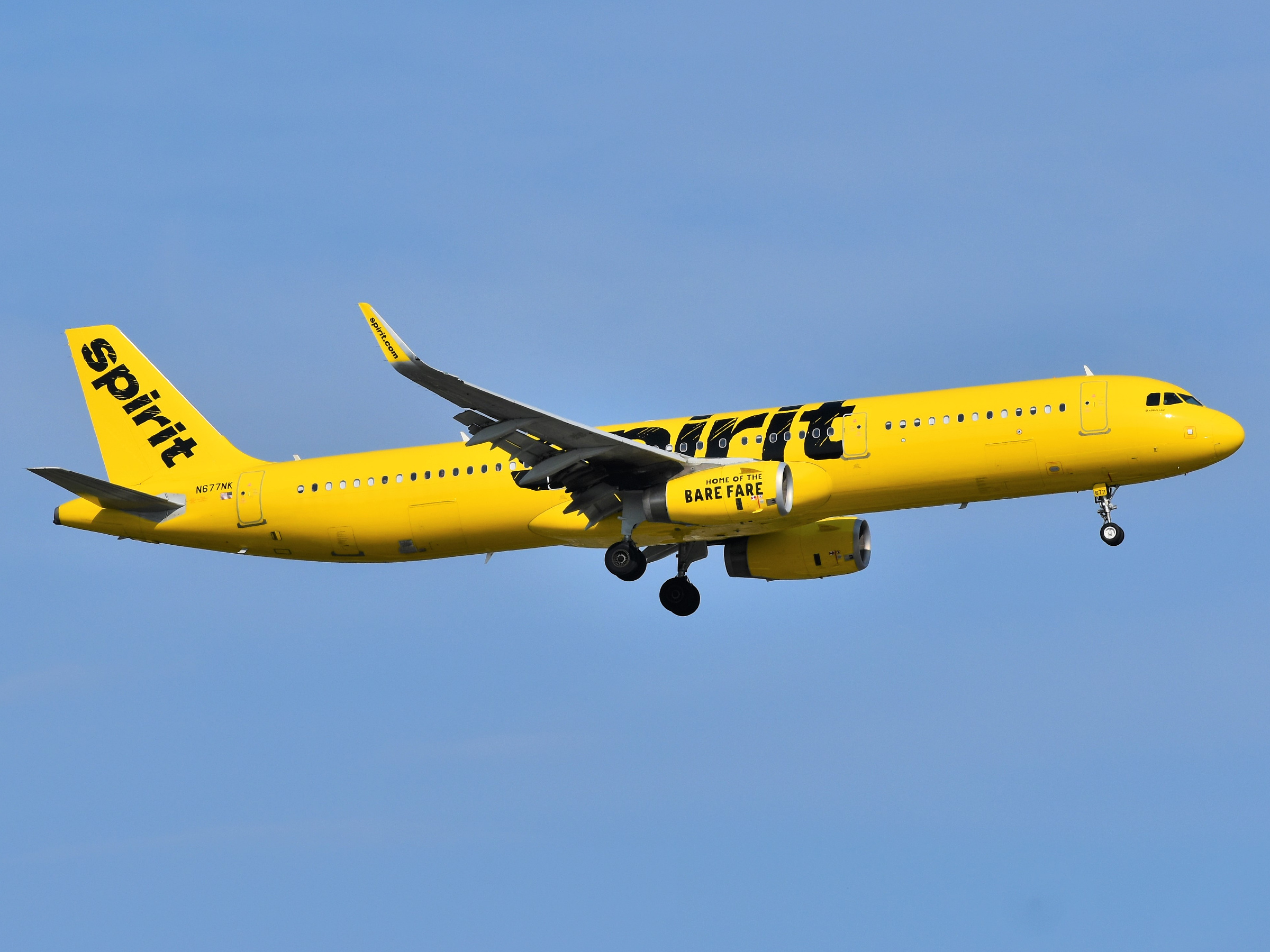
یک فروند ایرباس321 متعلق به اسپریت ایرلاینز

اسپیریت ایرلاینز (به انگلیسی: Spirit Airlines) یک شرکت هواپیمایی با کد یاتا NK است که در ۱۹۸۰ میلادی تأسیس شده‌است. دفتر مرکزی اسپیریت ایرلاینز در میرامار، فلوریدا واقع شده‌است و به ۵۷ مقصد، پرواز انجام می‌دهد.